# العلاقات المجرية السيشلية
العلاقات المجرية السيشلية هي العلاقات الثنائية التي تجمع بين المجر وسيشل.

## مقارنة بين البلدين
هذه مقارنة عامة ومرجعية للدولتين:
| وجه المقارنة                                              | المجر                                                       | سيشل                                                |
| --------------------------------------------------------- | ----------------------------------------------------------- | --------------------------------------------------- |
| المساحة (كم2)                                             | 93.04 ألف                                                   | 459                                                 |
| عدد السكان (نسمة)                                         | 9.78 مليون                                                  | 95.84 ألف                                           |
| الكثافة السكانية (ن./كم²)                                 | 105.12                                                      | 20.88 ألف                                           |
| العاصمة                                                   | بودابست                                                     | فيكتوريا                                            |
| اللغة الرسمية                                             | لغة مجرية                                                   | لغة فرنسية، لغة إنجليزية، اللغة الكريولية السيشيلية |
| العملة                                                    | فورنت مجري                                                  | روبية سيشلية                                        |
| الناتج المحلي الإجمالي (بليون دولار)                      | 139.14 مليار                                                | 1.49 مليار                                          |
| الناتج المحلي الإجمالي (تعادل القوة الشرائية) بليون دولار | 260.42 مليار                                                | 2.54 مليار                                          |
| الناتج المحلي الإجمالي الاسمي للفرد دولار أمريكي          | 12.36 ألف                                                   | 15.48 ألف                                           |
| الناتج المحلي الإجمالي للفرد دولار أمريكي                 | 25.07 ألف                                                   | 26.42 ألف                                           |
| مؤشر التنمية البشرية                                      | 0.828                                                       | 0.772                                               |
| رمز المكالمات الدولي                                      | +36                                                         | +248                                                |
| رمز الإنترنت                                              | .hu                                                         | .sc                                                 |
| المنطقة الزمنية                                           | ت ع م+01:00، ت ع م+02:00، أوروبا/بودابست ‏، توقيت وسط أوروبا | ت ع م+04:00                                         |

## منظمات دولية مشتركة
يشترك البلدان في عضوية مجموعة من المنظمات الدولية، منها:
| علم المنظمة | اسم المنظمة                               | تاريخ انضمام المجر | تاريخ انضمام سيشل |
| ----------- | ----------------------------------------- | ------------------ | ----------------- |
|             | يونسكو                                    | 14 سبتمبر 1948     | 18 أكتوبر 1976    |
|             | وكالة ضمان الاستثمار متعدد الأطراف        | 21 أبريل 1988      | 15 سبتمبر 1992    |
|             | الأمم المتحدة                             | 14 ديسمبر 1955     | 21 سبتمبر 1976    |
|             | الفريق المعني برصد الأرض                  | ?                  | ?                 |
|             | الاتحاد البريدي العالمي                   | ?                  | ?                 |
|             | البنك الدولي للإنشاء والتعمير             | 7 يوليو 1982       | 29 سبتمبر 1980    |
|             | الاتحاد الدولي للاتصالات                  | 1866               | 17 سبتمبر 1999    |
|             | منظمة حظر الأسلحة الكيميائية              | ?                  | 29 أبريل 1997     |
|             | مؤسسة التمويل الدولية                     | 29 أبريل 1985      | 11 يونيو 1981     |
|             | المركز الدولي لتسوية المنازعات الاستشارية | 6 مارس 1987        | 19 أبريل 1978     |
|             | منظمة الشرطة الجنائية الدولية             | ?                  | 1 سبتمبر 1977     |

## وصلات خارجية
- موقع وزارة الخارجية المجرية
- موقع وزارة الخارجية السيشلية